# Alzonne
Alzonne (occitan: Alzona) là một xã của Pháp, nằm ở tỉnh Aude trong vùng Occitanie. Người dân địa phương trong tiếng Pháp gọi là Alzonnais.

## Hành chính
| Danh sách các xã trưởng                |           |                   |      |         |
| Giai đoạn                              | Giai đoạn | Tên               | Đảng | Tư cách |
| tháng 6 năm 1995                       | 2014      | Jean-Marie Salles | PS   |         |
| 1977                                   | juin 1995 | Jacques Tramunt   |      |         |
| 1971                                   | 1977      | Grégoire Vanacker |      |         |
| 1945                                   | 1971      | Antoine Azam      |      |         |
| Tất cả các dữ liệu trước đây không rõ. |           |                   |      |         |

## Thông tin nhân khẩu
| 1793 | 1800 | 1806 | 1821 | 1831 | 1836 | 1841 | 1846 | 1851 |
| ---- | ---- | ---- | ---- | ---- | ---- | ---- | ---- | ---- |
| 1384 | 1510 | 1596 | 1610 | 1629 | 1644 | 1598 | 1623 | 1588 |

| 1856 | 1861 | 1866 | 1872 | 1876 | 1881 | 1886 | 1891 | 1896 |
| ---- | ---- | ---- | ---- | ---- | ---- | ---- | ---- | ---- |
| 1605 | 1566 | 1468 | 1510 | 1546 | 1516 | 1584 | 1506 | 1405 |

| 1901 | 1906 | 1911 | 1921 | 1926 | 1931 | 1936 | 1946 | 1954 |
| ---- | ---- | ---- | ---- | ---- | ---- | ---- | ---- | ---- |
| 1530 | 1574 | 1460 | 1315 | 1321 | 1312 | 1277 | 1277 | 1223 |

| 1962                                         | 1968 | 1975 | 1982 | 1990 | 1999 | - | - | - |
| -------------------------------------------- | ---- | ---- | ---- | ---- | ---- | - | - | - |
| 1275                                         | 1177 | 1206 | 1208 | 1225 | 1221 | - | - | - |
| Số liệu kể từ 1962 : dân số không tính trùng |      |      |      |      |      |   |   |   |

## Nhân vật nổi bật
- Jean Dours (1809-1877)
- Antoine Gayraud
- Françoise de Veyrinas